# Cantonul Saint-Savin (Gironde)
Cantonul Saint-Savin (Gironde) este un canton din arondismentul Blaye, departamentul Gironde, regiunea Aquitania, Franța.

## Comune
- Cavignac
- Cézac
- Civrac-de-Blaye
- Cubnezais
- Donnezac
- Générac
- Laruscade
- Marcenais
- Marsas
- Saint-Christoly-de-Blaye
- Saint-Girons-d'Aiguevives
- Saint-Mariens
- Saint-Savin (reședință)
- Saint-Vivien-de-Blaye
- Saint-Yzan-de-Soudiac
- Saugon